# Antero Siljola
Matti Antero Siljola (Lumivaara, 20 luglio 1942) è un ex cestista finlandese.

## Carriera
Con la Finlandia ha disputato i Campionati europei del 1963.